# Queen Naija
Queen Naija, pseudonimo di Queen Bulls (Detroit, 17 ottobre 1995), è una cantante e youtuber statunitense.

## Biografia
Queen Naija ha ottenuto notorietà grazie al canale YouTube Queen and Chris, aperto nel 2016 con l'allora marito Christopher Sails. In seguito alla loro separazione nel 2017 ha creato un canale suo, che ha ottenuto tre milioni di iscritti in un anno. Il vecchio canale della coppia, che conta più di due milioni e mezzo di iscritti, è stato trasformato nel canale personale dell'ex marito.
Ha cercato di entrare nel mondo della musica nel 2014, quando ha partecipato alle audizioni per la tredicesima edizione del talent show American Idol con il suo nome di battesimo; è stata eliminata nel round di selezioni ad Hollywood. Nel 2018 ha firmato un contratto con l'etichetta discografica Capitol Records, avviando così la propria carriera da solista. Il suo singolo di debutto, Medicine, è uscito a giugno 2018 e ha raggiunto il 45º posto della Billboard Hot 100, la classifica statunitense; tre settimane dopo è uscito il secondo singolo, Karma, che è arrivato alla 63ª posizione in classifica. Il singolo Medicine ha ottenuto due dischi di platino negli Stati Uniti, mentre i successivi Karma e Butterflies hanno ottenuto un disco di platino a testa.
Un EP intitolato Queen Naija è uscito il successivo 27 luglio e ha debuttato al 26º posto nella Billboard 200. Successivamente è stato certificato oro negli Stati Uniti. Negli anni successivi ha continuato a pubblicare vari singoli, raggiungendo la certificazione oro negli Stati Uniti con tre di essi: Butterflies Pt. 2, Pack Life e Lie to Me. Nell'ottobre 2020 ha pubblicato il suo album di debutto Missunderstood, che ha raggiunto la nona posizione nella classifica statunitense.
Fra 2021 e 2022 ha realizzato collaborazioni con artisti come Big Sean e Ari Lennox ed è stata annunciata come artista d'apertura durante il Good Morning Gorgeous Tour di Mary J. Blige.

## Discografia

### Album
- 2020 – Missunderstood

### EP
- 2018 – Queen Naija EP

### Singoli
- 2017 – Medicine
- 2018 – Karma
- 2018 – Butterflies
- 2018 – War Cry
- 2019 – Away from You
- 2019 – Good Morning Text
- 2020 – Butterflies Pt. 2
- 2020 – Pack Life
- 2020 – Lie to Me (feat. Lil Durk)
- 2020 – Love Language
- 2020 – Bitter
- 2021 – Set Him Up (feat. Ari Lennox)
- 2022 – Hate Our Love (feat. Big Sean)